# Listă de târguri și sate din statul Georgia (Statele Unite)

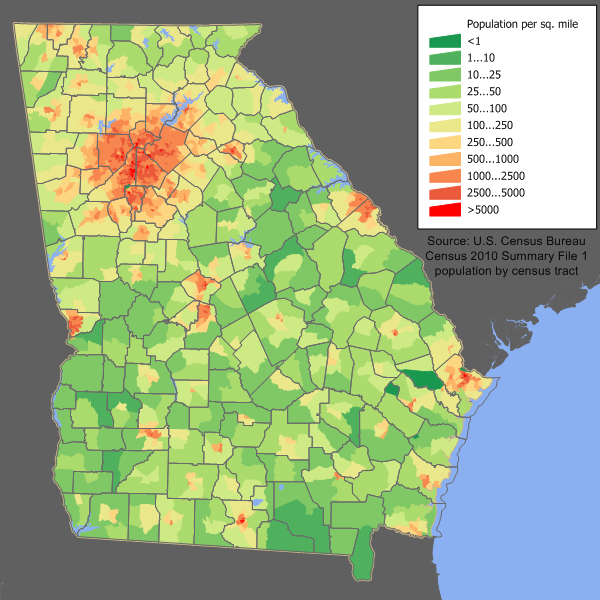
Harta densității populației statului.

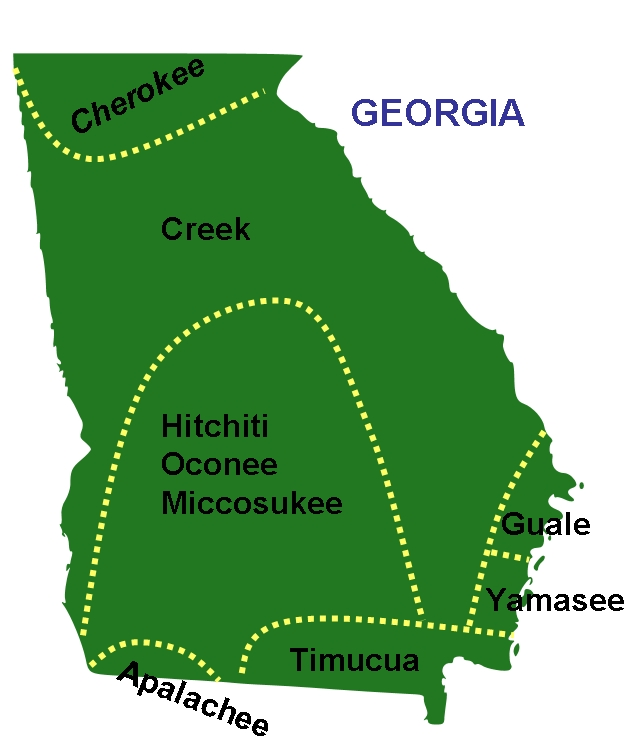
Harta distribuției populației amerindiene
a statului.

- Această pagină este o listă de târguri (în engleză towns) și sate (în engleză villages) din statul Georgia din Statele Unite ale Americii, aranjate în ordine alfabetică.

- Pentru restul de municipalități, care se numesc orașe (în engleză cities), vedeți Listă de orașe din statul Georgia (Statele Unite).
- Vedeți și Listă de târguri și sate din statul Georgia (Statele Unite).
- Vedeți și Listă de comunități neîncorporate din statul Georgia (Statele Unite).
- Vedeți și Listă de locuri desemnate pentru recensământ (CDP) din statul Georgia (Statele Unite).

## Târguri - Towns

### A
- Alapaha
- Aldora
- Allenhurst
- Allentown
- Alston
- Alto
- Arabi
- Argyle
- Avalon

### B
- Bartow
- Barwick
- Berlin
- Bethlehem
- Between
- Bishop
- Bluffton
- Bogart
- Bostwick
- Bowersville
- Braselton
- Brinson
- Bronwood
- Brooklet
- Brooks
- Buckhead
- Byromville

### C
- Cadwell
- Camak
- Carl
- Cecil
- Centralhatchee
- Chauncey
- Chester
- Clermont
- Cohutta
- Collins
- Concord

### D
- Damascus
- Danville
- Dasher
- Dearing
- Deepstep
- Dexter
- Dillard
- Dooling
- Du Pont

### E și F
- Ellenton
- Enigma
- Ephesus
- Fayetteville
- Flowery Branch
- Funston

### G și H
- Garfield
- Gay
- Geneva
- Girard
- Good Hope
- Haralson
- Harrison
- Hiawassee
- Higgston
- Homer

### I, J și K
- Iron City
- Ivey
- Jacksonville
- Jenkinsburg
- Jersey
- Junction City
- Keysville
- Kite

### L și M
- Lone Oak
- Lyerly
- McIntyre
- Martin
- Maxeys
- Maysville
- Milan
- Mitchell
- Moniac
- Montrose
- Moreland
- Morganton
- Mountain City
- Mount Airy

### N și O
- Newborn
- Newington
- North High Shoals
- Nunez
- Oak Park
- Ochlocknee
- Odum
- Orchard Hill

### P
- Parrott
- Peachtree City
- Pine Mountain
- Pineview
- Portal
- Porterdale
- Preston
- Pulaski

### R
- Ranger
- Rayle
- Register
- Rentz
- Rest Haven
- Reynolds
- Rhine
- Riddleville
- Riverside
- Rocky Ford
- Roopville
- Roswell

### S
- Saint George
- Sale City
- Sardis
- Sasser
- Shady Dale
- Sharpsburg
- Siloam
- Sky Valley
- Sparks
- Stillmore
- Summertown
- Sumner
- Surrency

### T
- Talking Rock
- Tallulah Falls
- Talmo
- Taylorsville
- Thunderbolt
- Tiger
- Tignall
- Toomsboro
- Trion
- Turin
- Tyrone

### U, V, W, Y și Z
- Vernonburg
- Walnut Grove
- Watkinsville
- Waverly Hall
- Weston
- Whitesburg
- Williamson
- Woosdtock
- Woolsey
- Yatesville
- Zebulon

## Sat
- Tarrytown

### Vedeți și
- Listă de orașe din statul Georgia (Statele Unite)
- Listă de comunități neîncorporate din statul Georgia (Statele Unite)
- Listă de locuri desemnate pentru recensământ (CDP) din statul Georgia (Statele Unite)

## Vedeți și
- Listă de orașe din statul Georgia (Statele Unite)
- Listă de târguri și sate din statul Georgia (Statele Unite)
- Listă de locuri desemnate pentru recensământ (CDP) din statul Georgia (Statele Unite)
- Listă de comunități neîncorporate din statul Georgia (Statele Unite)

- Borough (Statele Unite ale Americii)
- Cătun (Statele Unite ale Americii)
- District civil (Statele Unite ale Americii)
- District desemnat (Statele Unite ale Americii)
- District topografic (Statele Unite ale Americii)
- Loc desemnat pentru recensământ (Statele Unite ale Americii)
- Localitate dispărută (Statele Unite ale Americii)
- Localitate neîncorporată (Statele Unite ale Americii)
- Municipalitate (Statele Unite ale Americii)
- Oraș (Statele Unite ale Americii)
- Precinct (Statele Unite ale Americii)
- Rezervație amerindiană (Statele Unite ale Americii)
- Sat (Statele Unite ale Americii)
- Târg (Statele Unite ale Americii)
- Teritoriu neorganizat (Statele Unite ale Americii)
- Township (Statele Unite ale Americii)
- Zonă metropolitană (Statele Unite ale Americii)
- Zonă micropolitană (Statele Unite ale Americii)

respectiv
- Census county division
- Designated place, a counterpart in the Canadian census
- ZIP Code Tabulation Area

## Alte legături interne
- Categorie:Liste de orașe din Statele Unite după stat
- Categorie:Liste de târguri din Statele Unite după stat
- Categorie:Liste de districte civile din Statele Unite după stat
- Categorie:Liste de sate din Statele Unite după stat
- Categorie:Liste de comunități desemnate pentru recensământ din Statele Unite după stat
- Categorie:Liste de comunități neîncorporate din Statele Unite după stat
- Categorie:Liste de localități dispărute din Statele Unite după stat
- Categorie:Liste de rezervații amerindiene din Statele Unite după stat
- Categorie:Liste de zone de teritoriu neorganizat din Statele Unite după stat